# فرض (منطق)
الفرض في اللغة التقدير والقطع. وفي بعض كتب المنطق أنّه قد يستعمل الفرض بمعنى التجويز أي الحكم بالجواز وبهذا المعنى وقع الفرض في تعريف الكلي وفي قولهم الجسم جوهر يمكن فرض الأبعاد الثلاثة فيه، وبمعنى ملاحظة العقل وتصوره والتقدير المعتبر في تعريف المتصلة بهذا المعنى. وكذا في قولهم الفرض هاهنا بمعنى التجويز العقلي لا بمعنى التقدير وهذا المعنى أعمّ مطلقا من المعنى السابق وهو التجويز العقلي إذ للعقل أن يفرض المستحيلات والممتنعات أي يلاحظها ويتصورها.

## تقسيم
قال الحكماء الفرض على نوعين: أحدهما ما يسمّى فرضا انتزاعيا وهو إخراج ما هو موجود في الشيء  بالقوة إلى الفعل، ولا يكون الواقع مخالف المفروض، كما في قولنا الكرة إذا تحرّكت على مركزها فلا بد أن يفرض فيها نقطتان لا حركة لهما أصلا، وأن يفرض بينهما دائرة عظيمة في حاق الوسط ودوائر صغار متوازية لها أي لتلك الدائرة العظيمة. وثانيهما ما يسمّى فرضا اختراعيا وهو التعمل واختراع ما ليس بموجود في الشيء بالقوّة أصلا، ويكون الواقع مخالف المفروض.